# Conan Gray
Conan Lee Gray (Lemon Grove, 5 december 1998) is een Amerikaanse singer-songwriter en YouTuber.

## Biografie
Gray is geboren in Lemon Grove, Californië, en opgegroeid in Georgetown, Texas. In 2013 begon hij zijn YouTube-kanaal waar hij vlogs en covers plaatste. Gray heeft Taylor Swift en Lorde genoemd als grootste muzikale invloeden.
Gray bracht in maart 2017 in eigen beheer zijn debuutsingle "Idle Town" uit. Het nummer werd ruim 14 miljoen keer gestreamd op Spotify en 12 miljoen keer bekeken op YouTube. Ook zijn tweede single, "Grow" bracht hij in eigen beheer uit. 
In 2018 tekende hij een platencontract bij Republic Records. De eerste single op dit label was "Generation Why", gevolgd door de ep Sunset Season. 
Gray maakte zijn landelijke televisiedebuut in de talkshow van Seth Meyers in februari 2019 en ging vervolgens als voorprogramma mee op tournee met Panic! at the Disco. In 2019 ontving hij de Shorty Award voor beste YouTube-muzikant en een nominatie voor de Streamy Award voor beste nieuwe artiest.
In 2020 bracht hij zijn eerste album, Kid Krow uit. Het album kreeg positieve reviews in  Paper, Billboard, NPR, Teen Vogue en Paste. Het behaalde de vijfde plek in de Amerikaanse en Canadese albumlijst en ontving een platina status van de RIAA. Ook de hitlijsten van Australië en Nieuw-Zeeland en verschillende Europese landen werd gehaald. Het leverde Gray ook een nominatie voor een MTV Europe Music Awards en People's Choice Award voor beste nieuwe artiest op. Verschillende media-optredens en een tournee ter ondersteuning van het nieuwe album werden geannuleerd vanwege de coronapandemie. De single "Heather" van dit album behaalde in Nederland de 48e positie in de Single Top 100. In oktober 2020 bracht Gray samen met Lauv het duet "Fake" uit. 
In de zomer van 2022 volgde Grays tweede album, Superache. Voorafgaand aan dit album had Gray al meerdere nummers ervan, waaronder "Astronomy", op single uitgebracht. Gedurende 2022 en 2023 reisde hij de wereld over met achtereenvolgens de Conan Gray World Tour 2022 en de Superache Tour.

## Discografie

### Studio-albums
- Kid Krow, 2020
- Superache, 2022
- Found Heaven, 2024
- Wishbone, 2025

### Ep's
- Sunset Season, 2018

### NPO Radio 2 Top 2000
Van Conan Gray stond alleen Astronomy in 2023 in de NPO Radio 2 Top 2000, op plek 1497.